# Altes Kreishaus Minden

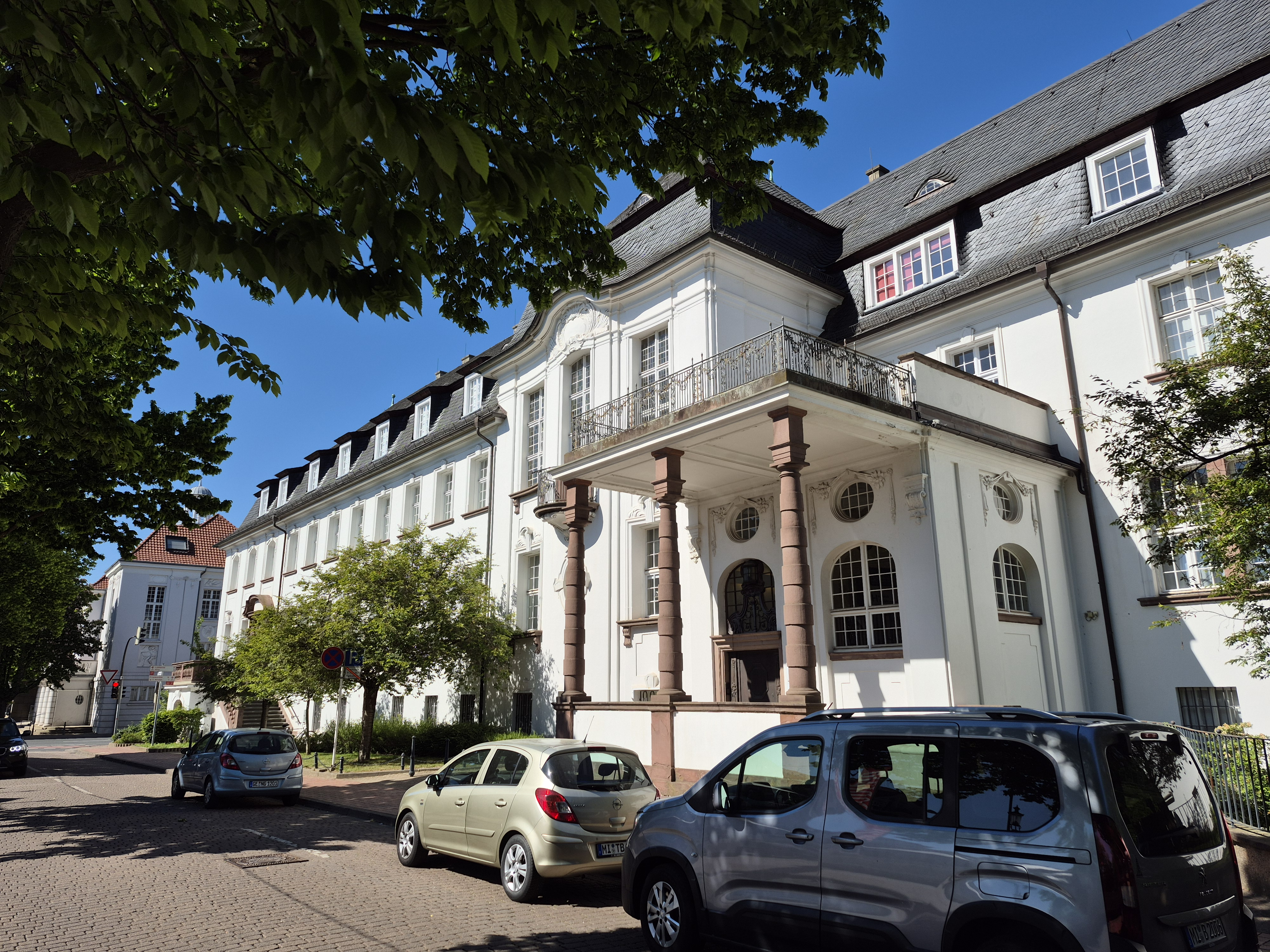
Ehemaliges Kreishauses Minden 2025

Das Alte Kreishaus Minden ist ein denkmalgeschütztes Verwaltungsgebäude in der ostwestfälischen Stadt Minden in Nordrhein-Westfalen. Seit seiner Erbauung im Jahr 1908 bis 1973 war das Gebäude Sitz der Kreisverwaltung des ehemaligen Landkreises Minden. Es befindet sich direkt an dem Weserglacis im östlichen Teil der Innenstadt und wird nach Westen vom Klausenwall begrenzt. Das Gebäude befindet sich unter der Nummer DL 170 in der Denkmalliste der Stadt Minden.

## Architektur
Es handelt sich um einen eckigen Gebäudekomplex in neobarocker Form. Die Fassaden sind durchgängig weiß verputzt. Architekturgliedernde Teile sind aus rotem Sandstein gestaltet. Das Gebäude gliedert sich in drei Hauptteile, den dem Klausenwall zugewandten Kassenflügel, die dem Glacis zugewandte Landratswohnung und den die zuvor genannten Teile verbindenden Landratsamtsflügel auf der Seite der Tonhallenstraße. Sowohl der Haupteingang, wie auch der repräsentativ geschmückte Eingang zur Landratswohnung befinden sich an der Tonhallenstraße. Das Gebäude besteht weiter aus einem hohen Kellergeschoss und zwei weiteren Geschossen darüber. Bei dem Dach handelt es sich um Mansarddächer, welche einheitlich mit Gauben versehen sind und an den Firstenden Kugelknäufe auf Stäben besitzen.

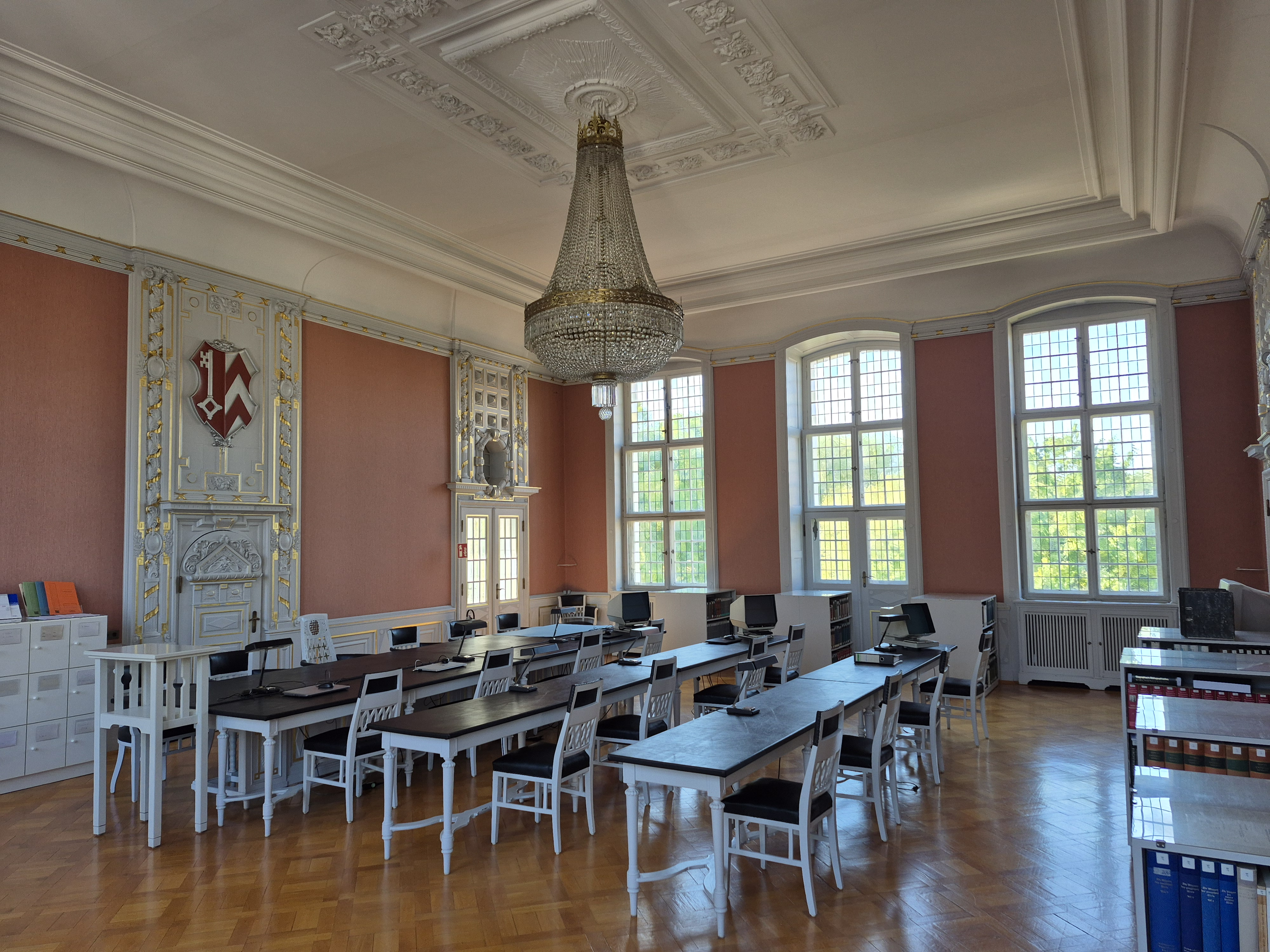
Ehemaliger Kreistagssaal mit Holzvertäfelungen und Stuckdecken.

Der Kreistagssaal und einige andere Räume sind mit aufwändigen Wandvertäfelungen und Stuckdecken versehen. Die Verzierungen an der Westwand des Kreistagssaales enthalten in ihrer Mitte das Wappen des Kreises Minden. Gegenüber dem Wappen befindet sich in der Ostwand eine Nische mit einer an die Vertäfelung angepassten Standuhr.
Im Innenhof des Kreishauses befindet sich eine Remise, in welcher eine Kutsche und die dazu gehörenden Pferde untergebracht werden konnten.

## Entstehungsgeschichte
Die Kreisverwaltung, welche ursprünglich nur aus dem Landrat und seinen Sekretären bestand, arbeitete zunächst von der Wohnung des Landrates aus, bis diese Räumlichkeiten durch steigende Mitarbeiterzahlen zu klein wurden. In der darauffolgenden Zeit war die Kreisverwaltung unter verschiedenen Adressen zur Miete untergebracht, 1862–1869 im Haus Kampstraße 18, 1870–1890 in verschiedenen Häusern in der Lindenstraße und ab 1890 in einem städtischen Gebäude an dem Markt 28. Nachdem vor allem in Folge der 1886 in Preußen beschlossenen neuen Kreisordnung die Zahl der Mitarbeiter der Kreisverwaltung weiter anstieg und ein Kreisausschuss eingerichtet wurde, war es nötig geworden, sich um einen offiziellen Sitz mit ausreichend Platz und einem der Verwaltung angemessenen Aussehen zu bemühen. So wurde 1890 eine Kommission des Kreistages zur Errichtung eines Kreisständehauses gegründet. Die Geschäfte dieser Kommission blieben jedoch wirkungslos. Auch eine Verfügung des Regierungspräsidenten im Jahr 1893 an den Kreis Minden zur Beschäftigung des Kreisausschusses mit dem Bau eines Kreishauses wurde vom Kreistag abgelehnt. Der Kreistag sah den Bau eines Kreishauses mit einer Unterbringung des Landratsamtes als staatliche Aufgabe. Auch eine weitere Verfügung des Regierungspräsidenten im Jahr 1897 fand bei der Kreisverwaltung keine besondere Beachtung. Der Raummangel im Gebäude Markt 28 war 1904 schließlich so akut geworden, dass sich die Kreisverwaltung erneut nach Räumlichkeiten für einen Umzug umsehen musste. Dazu kamen vor allem Räume im alten Regierungsgebäude an dem Großen Domhof in Frage. Die ehemaligen Räumlichkeiten der Regierung waren jedoch erst nach dem Umzug derselben in das neues Regierungsgebäude an dem Weserglacis im Oktober 1906 für die Kreisverwaltung beziehbar.
Zur selben Zeit wurden vom Kreisausschuss Verhandlungen mit der Stadt Minden über einen geeigneten Bauplatz für ein eigenes Kreishaus geführt. Am 23. August 1905 wurde dem Kreisausschuss von der Stadt Minden das heutige Grundstück an der Tonhallenstraße zum Preis von 20 Mark pro Quadratmeter angeboten. Es wurde befürchtet, dass das Gebäude ein besonderes Fundament benötige, da es sich über dem ehemaligen Festungsgraben der Festung Minden befindet. Der Landrat bat den Regierungsbaumeister Paul Kanold um eine Berechnung von Kosten für die Fundamentierung. Kanold antwortete am 11. September 1905 und teilte mit, dass sich das Gebäude nur zum Teil über dem Festungsgraben und zum Teil auf dem Gelände der Bastion befindet. Dadurch sei nur unter einem Teil des Gebäudes ein solches Fundament nötig. An dem 21. Oktober 1905 beschloss die Stadt Minden dem Kreis das Grundstück zum Preis von 45000 Mark zum Ankauf anzubieten. Daraufhin schlug der Kreisausschuss dem Kreistag den Kauf des Grundstückes vor, sodass der Kreistag den Vorschlag am 25. November 1905 einstimmig annahm. Teil des Beschlusses war auch die Wahl einer dreiköpfigen Kommission, zu deren Mitgliedern der Landrat Christoph Bosse, der erste Bürgermeister Johannes Johansen und der ehemalige Rittergutsbesitzer Schmidt-Wietersheim gewählt wurden.
An dem 2. Dezember 1905 beschloss die Baukommission ein Preisausschreiben für den Bau des Kreishauses zu veranstalten. Die Baukommission forderte am 22. Dezember 1905 den Regierungsbaumeister Kanold auf, einen Vorentwurf bis zum 1. März 1906 vorzulegen, danach sollten möglicherweise weitere Preisausschreibungen stattfinden. An dem 12. März 1906 fertigte der Kreisausschuss eine Vorlage zur Errichtung des Kreishauses durch Kanold für den Kreistag an, welche am 28. März 1906 einstimmig beschlossen wurde. Der Beschluss enthielt einen Kostenvoranschlag von 370.000 Mark, wovon 250.000 Mark auf das Hauptgebäude, 55.000 Mark auf die Fundierung, 10.000 Mark auf die Nebengebäude, 45.000 Markt auf den Bauplatz und 5.000 Mark auf die Umwehrung und Gartenanlagen entfielen, dazu kamen noch 3.168 Mark für die Straßenanliegerbeiträge.
An dem 26. Juni 1906 wurde das Grundstück von der Stadt auf den Kreis überschrieben. Die Bauleitung übernahm Paul Kanold, sein Vertreter vor Ort war der Mindener Architekt Karl Oberle. Ende August 1906 begannen die Bauarbeiten, so dass an dem 9. November 1907 das Richtfest gefeiert werden konnte. Im Herbst 1908 war das Kreishaus bezugsfertig. Die Fertigstellung der Innenausstattung dauerte noch bis 1912. Die 1911 erfolgte Endabrechnung der Baukosten ergab, dass sich diese auf 424.325,98 Mark statt der geplanten 370.000 Mark erhöht hatten. Der Bau des Kreishauses ist nach der Weihschrift im Inneren des Gebäudes „[…] ohne Unfall von Mindener Meistern, Gesellen und Arbeitern vollendet […]“ worden.

## Geschichte des Gebäudes

### Einweihung

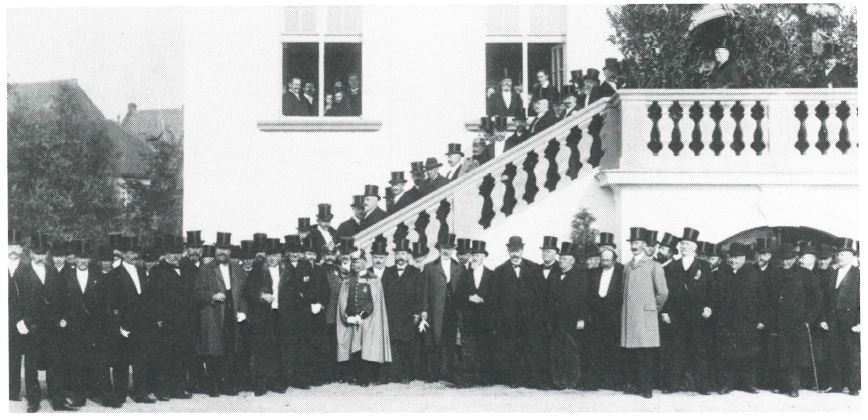
Einweihungsfeier des Kreishauses des Landkreises Minden am 24. Oktober 1908

Die Einweihungsfeier des neuen Kreishauses erfolgte an dem 24. Oktober 1908, dem 260. Jahrestag des Westfälischen Friedens. Beginn der Einweihungsfeier war 12:45 Uhr an dem Klausenwall mit einem Stück der Militärkapelle des Infanterie-Regiments Prinz Friedrich der Niederlande Nr. 15. Die Militärkapelle spielte die gesamte Feier über Musik, welche sich aus Opernauszügen, Schlagern, Walzern und Armeemärschen zusammensetzte. Danach wurden mehrere Festreden von lokalen Würdenträgern im Sitzungssaal des Kreishauses gehalten. Nach den Festreden fand eine Begehung der Räumlichkeiten statt. Anschließend wurde an dem Haupteingang ein Gruppenfoto von den Teilnehmern der Veranstaltung gemacht. Um 14:00 Uhr fand das Festessen in der nahe gelegenen Tonhalle statt. Das Menü bestand aus Fleischbrühe mit Markklößchen, Schinken in Burgunder, Steinbutt, Gänsebraten, Käse, Butter, Pumpernickel und Eis. Gegen 16:30 Uhr endete die Veranstaltung.

### Nutzung und Umbauten
Das neue Kreishaus bestand zum Zeitpunkt seiner Einweihung aus Räumen für die Kreisverwaltung, den Kreisausschuss, die Kreissparkasse, die Kreiskommunalkasse, die Landwirtschaftliche Winterschule bestehend aus zwei Klassen, einem ausbaufähigen Dachraum und der Wohnung des Landrats. Das Gebäude wurde so geplant, dass es Raum und zusätzliche Erweiterungsmöglichkeiten für eine mögliche Vergrößerung des Personals gab.
Bereits 1914 wurden die Räumlichkeiten der Kreissparkasse für dieselbe zu eng, es kam zu Neubauplänen, welche aber wegen des 1. Weltkrieges verworfen wurden. Auch für die Kreisverwaltung wurden die Räumlichkeiten bald zu eng, so dass das Dachgeschoss 1916 ausgebaut und dort Dienstzimmer eingerichtet wurden. 1927 verließ die Landwirtschaftliche Winterschule das Gebäude, da sie in den Neubau in der Rosentalstraße 5 verlegt wurde. Zwischen 1935 und 1937 wurde für die Kreissparkasse ein neues Gebäude an der Tonhallenstraße 2 gebaut, welches am 20. März 1937 bezogen wurde. 1937 wurde die Terrasse der Landratswohnung zu einem Wintergarten umgebaut, indem der Balkon des Obergeschosses unterbaut wurde.
Während der NS-Diktatur beherbergte das Kreishaus einige zusätzliche Aufgabenbereiche der Kreisverwaltung und NS-Organisationen, zu denen unter anderem das Siedlungsamt, die Kreisbauernschaft und während der Endphase des Zweiten Weltkrieges die NS-Kreisfrauenschaft gehörte, welche im Sitzungssaal des Kreishauses eine Nähstube einrichtete. Die Kreisverwaltung nutzte das Kreishaus bis unmittelbar vor dem Einzug der alliierten Truppen in Minden und konnte den Dienstbetrieb bereits an dem 12. April 1945 wieder aufnehmen. Allerdings tagte mehrmals in der Woche bis 1950 der Military Government Court in den Sitzungssälen des Kreishauses. Seit dem 27. Februar 1946 tagte auch der Kreistag wieder im Kreishaus.
1954 verließ die Kreissparkasse ihren 1937 an der Tonhallenstraße liegenden Neubau, zugunsten eines neuen Gebäudes. Dieses war notwendig geworden, da das alte seit 1945 von den britischen Besatzungstruppen genutzt wurde, welche 1952 auszogen. Jedoch waren die Neubaupläne der Kreissparkasse zu diesem Zeitpunkt schon so konkret, das sie nicht mehr abgebrochen wurden. Die Kreisverwaltung konnte das ehemalige Kreissparkassengebäude unter dem Namen „Kreishaus II“ beziehen. Die allgemeine Raumnot war in der Zwischenzeit sehr groß geworden. Auch die Landratswohnung wurde 1959 umgenutzt und in Diensträume umgewandelt.
Im Jahr 1968 beschloss der Kreistag auf dem ehemaligen Gelände der Garnisonsgärtnerei an der Portastraße ein neues Kreishaus zu bauen. Am 30. November 1970 begann der Bau einer neuen Kreisverwaltung an der Portastraße 13. Da die Gebietsreform von 1973 in den Bauzeitraum fiel und im Zuge dieser die Kreise Lübbecke und Minden zum Kreis Minden-Lübbecke vereinigt wurden, war das Kreishaus an der Portastraße zum Zeitpunkt seiner Fertigstellung 1975 bereits zu klein. Noch bis 1980 waren Teile der Kreisverwaltung im Gebäude an der Tonhallenstraße untergebracht. Als letzte Dienststelle zog am 21. November 1980 das Straßenverkehrsamt aus dem Kreishaus an der Tonhallenstraße in seinen Neubau um.
Auf den Auszug der Kreisverwaltung folgte zunächst Leerstand, verbunden mit der Überlegung den dem Klausenwall zugewandten Kassenflügel abzureißen. Eine Verbreiterung des Klausenwalls befand sich in der Planung. Auf Grund von Bürgerprotesten und Unterschriftensammlungen wurde vom Abriss abgesehen. Um die Verbreiterung des Klausenwalls trotzdem zu ermöglichen, wurde 1983–1986 die Treppe zum Haupteingang um 180° gedreht. So konnte ein Fußgänger- und Radfahrertunnel durch das Kellergeschoss des Kassenflügels gebaut werden. Seit 1985 nutzt das Kommunalarchiv Minden das alte Kreishaus als seinen Dienstsitz.